# アフリカ統一機構

アフリカ統一機構
Organisation of African Unity（英語）
Organisation de l'unité africaine（フランス語）

加盟国。数字は加盟した年代を表す。

アフリカ統一機構（アフリカとういつきこう、英: Organization of African Unity, OAU, 仏: Organisation de l'Unité Africaine, OUA）は、かつてアフリカ大陸に存在した国際組織。
国連憲章と世界人権宣言を尊重し、アフリカ諸国の統一と連帯を促進し、人民の生活向上のための相互協力・調整、国家の主権と領土を守り、独立の擁護、新植民地主義と闘うことが目的。1963年5月25日発足。2002年7月9日にアフリカ連合へ発展した。

## 概説
アフリカ地域諸国の連帯・団結により、政治的・経済的発言力を強化することのほか、植民地主義と戦うことを目的とする世界最大の地域統合だった。特に冷戦期においては、大国による武力介入の可能性を考慮し、政治的中立性にも配慮して戦争や人権侵害を防止できなかったことから「独裁者クラブ」と揶揄されることもあった。ただし、チャド・リビア紛争では平和維持活動としてザイールとナイジェリアとセネガルによるインター・アフリカ軍を派遣した。
1963年、エチオピア皇帝ハイレ・セラシエ1世、エジプト大統領ガマール・アブドゥル＝ナーセル、ガーナ大統領クワメ・エンクルマらの尽力で発足した。エチオピアのアディスアベバに当時のアフリカ独立国33カ国のうち、除外された南アフリカ共和国と不参加のモロッコ、トーゴを除く、30カ国の元首・政府首脳が会議を開き、憲章に調印した。加盟国はOAU成立以前の政治状況を反映して大きく3つのグループに分かれており、いくつかの問題で対立がみられた。1961年1月にできたカサブランカ・グループ（ガーナ、ギニア、マリ、アルジェリア、モロッコ）、1960年12月にできたブラザビル・グループ（旧仏領諸国のうちセネガル、コートジボワール、コンゴなど12カ国）、その他のリベリア、トーゴ、ナイジェリアなどのモンロビア・グループが存在していた。しかし、ハイレ・セラシエ1世の仲裁もあって、汎アフリカ主義のもとアフリカ統一への機構の設立を実現させた。

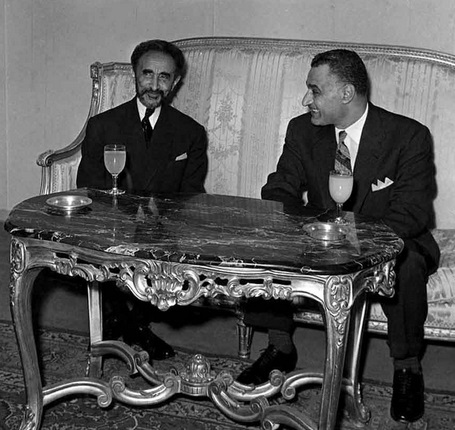
アディスアベバで会談するハイレ・セラシエ1世とエジプトのナセル（1963年）

1994年にアパルトヘイトを廃止した南アフリカ共和国が加盟することで、モロッコを除く全てのアフリカ諸国が加盟することとなった。モロッコは1963年の設立時より加盟していたものの、1982年にモロッコが領有権を主張する西サハラのサハラ・アラブ民主共和国がOAUに加盟したことに抗議し、1984年11月12日をもって脱退、後続のアフリカ連合にも参加していなかったが、2017年再加入した。

## 加盟国
発足時の加盟国
 アルジェリア
 アラブ連合共和国
 ブルンジ
 カメルーン
 中央アフリカ
 チャド
 コンゴ・ブラザヴィル
 コンゴ・レオポルドヴィル
 ダホメ
 エチオピア
 ガボン
 ガーナ
 ギニア
 コートジボワール
 リベリア
 リビア
 マダガスカル
 マリ
 モーリタニア
 モロッコ（1984年11月12日脱退）
 ニジェール
 ナイジェリア
 ルワンダ
 セネガル
 シエラレオネ
 ソマリア
 スーダン
 タンガニーカ
 トーゴ
 チュニジア
 ウガンダ
 オートボルタ
 ザンジバル
1963年12月13日
 ケニア
1964年07月13日
 マラウイ
1964年12月16日
 ザンビア
1965年10月
 ガンビア
1966年10月31日
 ボツワナ
 レソト
1968年08月
 モーリシャス
1968年09月24日
 スワジランド
1968年10月12日
 赤道ギニア
1973年11月19日
 ギニアビサウ
1975年02月11日
 アンゴラ
1975年07月18日
 カーボベルデ
 コモロ
 モザンビーク
 サントメ・プリンシペ
1976年06月29日
 セーシェル
1977年06月27日
 ジブチ
1980年06月01日
 ジンバブエ
1982年02月22日
 西サハラ
1990年06月03日
 ナミビア
1993年05月24日
 エリトリア
1994年06月06日
 南アフリカ共和国

## 歴代の総会議長
| 代   | 総会議長                                   | 就任日         | 退任日         | 出身国             |
| ---- | ------------------------------------------ | -------------- | -------------- | ------------------ |
| 1    | ハイレ・セラシエ1世                        | 1963年5月25日  | 1964年7月17日  | エチオピア帝国     |
| 2    | ガマール・アブドゥン＝ナーセル             | 1964年7月17日  | 1965年10月21日 | アラブ連合共和国   |
| 3    | クワメ・エンクルマ                         | 1965年10月21日 | 1966年2月24日  | ガーナ             |
| 4    | ジョセフ・アンクラー                       | 1966年2月24日  | 1966年11月5日  | ガーナ             |
| 5    | ハイレ・セラシエ1世                        | 1966年11月5日  | 1967年9月11日  | エチオピア帝国     |
| 6    | モブツ・セセ・セコ                         | 1967年9月11日  | 1968年9月13日  | ザイール           |
| 7    | フアリ・ブメディエン                       | 1968年9月13日  | 1969年9月6日   | アルジェリア       |
| 8    | アマドゥ・アヒジョ                         | 1969年9月6日   | 1970年9月1日   | カメルーン         |
| 9    | ケネス・カウンダ                           | 1970年9月1日   | 1971年6月21日  | ザンビア           |
| 10   | モクタル・ウルド・ダッダ                   | 1971年6月21日  | 1972年6月12日  | モーリタニア       |
| 11   | ハサン2世                                  | 1972年6月12日  | 1973年5月27日  | モロッコ           |
| 12   | ヤクブ・ゴウォン                           | 1973年5月27日  | 1974年6月12日  | ナイジェリア       |
| 13   | モハメド・シアド・バーレ                   | 1974年6月12日  | 1975年7月28日  | ソマリア           |
| 14   | イディ・アミン                             | 1975年7月28日  | 1976年7月2日   | ウガンダ           |
| 15   | シウサガル・ラングーラム                   | 1976年7月2日   | 1977年7月2日   | モーリシャス       |
| 16   | オマール・ボンゴ・オンディンバ             | 1977年7月2日   | 1978年7月18日  | ガボン             |
| 17   | モハメド・アン＝ヌメイリ                   | 1978年7月18日  | 1979年7月12日  | スーダン           |
| 18   | ウィリアム・R・トルバート                  | 1979年7月12日  | 1980年4月12日  | リベリア           |
| 代行 | レオポール・セダール・サンゴール           | 1980年4月28日  | 1980年7月1日   | セネガル           |
| 19   | シアカ・スティーブンス                     | 1980年7月1日   | 1981年6月24日  | シエラレオネ       |
| 20   | ダニエル・アラップ・モイ                   | 1981年6月24日  | 1983年6月6日   | ケニア             |
| 21   | メンギスツ・ハイレ・マリアム               | 1983年6月6日   | 1984年11月12日 | 社会主義エチオピア |
| 22   | ジュリウス・ニエレレ                       | 1984年11月12日 | 1985年7月18日  | タンザニア         |
| 23   | アブドゥ・ディウフ                         | 1985年7月18日  | 1986年7月28日  | セネガル           |
| 24   | ドニ・サスヌゲソ                           | 1986年7月28日  | 1987年7月27日  | コンゴ人民共和国   |
| 25   | ケネス・カウンダ                           | 1987年7月27日  | 1988年5月25日  | ザンビア           |
| 26   | ムーサ・トラオレ                           | 1988年5月25日  | 1989年7月24日  | マリ               |
| 27   | ホスニー・ムバーラク                       | 1989年7月24日  | 1990年7月9日   | エジプト           |
| 28   | ヨウェリ・ムセベニ                         | 1990年7月9日   | 1991年6月3日   | ウガンダ           |
| 29   | イブラヒム・ババンギダ                     | 1991年6月3日   | 1992年6月29日  | ナイジェリア       |
| 30   | アブドゥ・ディウフ                         | 1992年6月29日  | 1993年6月28日  | セネガル           |
| 31   | ホスニー・ムバーラク                       | 1993年6月28日  | 1994年6月13日  | エジプト           |
| 32   | ザイン・アル＝アービディーン・ベン＝アリー | 1994年6月13日  | 1995年6月26日  | チュニジア         |
| 33   | メレス・ゼナウィ                           | 1995年6月26日  | 1996年7月8日   | エチオピア         |
| 34   | ポール・ビヤ                               | 1996年7月8日   | 1997年6月2日   | カメルーン         |
| 35   | ロバート・ムガベ                           | 1997年6月2日   | 1998年6月8日   | ジンバブエ         |
| 36   | ブレーズ・コンパオレ                       | 1998年6月8日   | 1999年7月12日  | ブルキナファソ     |
| 37   | アブデルアジズ・ブーテフリカ               | 1999年7月12日  | 2000年7月10日  | アルジェリア       |
| 38   | ニャシンベ・エヤデマ                       | 2000年7月10日  | 2001年7月9日   | トーゴ             |
| 39   | フレデリック・チルバ                       | 2001年7月9日   | 2002年1月2日   | ザンビア           |
| 40   | レヴィー・ムワナワサ                       | 2002年1月2日   | 2002年7月9日   | ザンビア           |